# Веслування на байдарках і каное на літніх Олімпійських іграх 1996
Змагання з веслування на байдарках і каное в програмі літніх Олімпійських ігор 1996 включають в себе два види дисциплін: слалом та спринтерські гонки. 

## Медальний залік
| Місце                | Країна               | Золото | Срібло | Бронза | Загалом |
| -------------------- | -------------------- | ------ | ------ | ------ | ------- |
| 1                    | Німеччина (GER)      | 5      | 2      | 2      | 9       |
| 2                    | Чехія (CZE)          | 3      | 2      | 0      | 5       |
| 3                    | Італія (ITA)         | 2      | 2      | 1      | 5       |
| 4                    | Угорщина (HUN)       | 2      | 1      | 3      | 6       |
| 5                    | Норвегія (NOR)       | 1      | 1      | 0      | 2       |
| 5                    | Словаччина (SVK)     | 1      | 1      | 0      | 2       |
| 7                    | Франція (FRA)        | 1      | 0      | 2      | 3       |
| 8                    | Швеція (SWE)         | 1      | 0      | 1      | 2       |
| 9                    | Румунія (ROU)        | 0      | 1      | 1      | 2       |
| 10                   | Канада (CAN)         | 0      | 1      | 0      | 1       |
| 10                   | Латвія (LAT)         | 0      | 1      | 0      | 1       |
| 10                   | Молдова (MDA)        | 0      | 1      | 0      | 1       |
| 10                   | США (USA)            | 0      | 1      | 0      | 1       |
| 10                   | Словенія (SLO)       | 0      | 1      | 0      | 1       |
| 10                   | Швейцарія (SUI)      | 0      | 1      | 0      | 1       |
| 16                   | Австралія (AUS)      | 0      | 0      | 3      | 3       |
| 17                   | Болгарія (BUL)       | 0      | 0      | 1      | 1       |
| 17                   | Польща (POL)         | 0      | 0      | 1      | 1       |
| 17                   | Росія (RUS)          | 0      | 0      | 1      | 1       |
| Загалом (19 збірних) | Загалом (19 збірних) | 16     | 16     | 16     | 48      |

## Результати

### Слалом
| Дисципліна                  | Золото                                     | Срібло                               | Бронза                                    |
| --------------------------- | ------------------------------------------ | ------------------------------------ | ----------------------------------------- |
| Каное-одиночки, чоловіки    | Міхал Мартікан (SVK)                       | Лукаш Поллерт (CZE)                  | Патріс Естанге (FRA)                      |
| Каное-двійки, чоловіки      | Франція (FRA) Франк Едіссон Вільфрід Форгс | Чехія (CZE) Їржі Роан Мирослав Шімек | Німеччина (GER) Андре Ернберг Майкл Зенфт |
| Байдарки-одиночки, чоловіки | Олівер Фікс (GER)                          | Андраж Веховар (SVK)                 | Томас Беккер (GER)                        |
| Байдарки-одиночки, жінки    | Штепанка Гільгертова (CZE)                 | Дана Хладек (USA)                    | Міріам Фокс-Жерусальмі (FRA)              |

### Спринтерські гонки

#### Чоловіки
| Дисципліна                | Золото                                                             | Срібло                                                               | Бронза                                                                      |
| ------------------------- | ------------------------------------------------------------------ | -------------------------------------------------------------------- | --------------------------------------------------------------------------- |
| Каное-одиночки, 500 м     | Мартін Доктор (CZE)                                                | Славомир Князовицький (SVK)                                          | Імре Пулай (HUN)                                                            |
| Каное-одиночки, 1000 м    | Мартін Доктор (CZE)                                                | Іванс Клементьєв (LAT)                                               | Дьйордь Зала (HUN)                                                          |
| Каное-двійки, 500 м       | Угорщина (HUN) Чаба Хорват Дьйордь Колоніч                         | Молдова (MDA) Віктор Ренейський Микола Журавський                    | Румунія (ROU) Георге Андрієв Грігоре Обрея                                  |
| Каное-двійки, 1000 м      | Німеччина (GER) Андреас Діттмер Гунар Кірхбах                      | Румунія (ROU) Марсель Глеван Антонел Боршан                          | Угорщина (HUN) Чаба Хорват Дьйордь Колоніч                                  |
| Байдарки-одиночки, 500 м  | Антоніо Россі (ITA)                                                | Кнут Гольманн (NOR)                                                  | Пйотр Маркевич (POL)                                                        |
| Байдарки-одиночки, 1000 м | Кнут Гольманн (NOR)                                                | Беньяміно Бономі (ITA)                                               | Клінт Робінсон (AUS)                                                        |
| Байдарки-двійки, 500 м    | Німеччина (GER) Кай Блум Торстен Гуче                              | Італія (ITA) Беньяміно Бономі Даніеле Скарпа                         | Австралія (AUS) Деніел Коллінз Ендрю Трім                                   |
| Байдарки-двійки, 1000 м   | Італія (ITA) Беньяміно Бономі Даніеле Скарпа                       | Німеччина (GER) Кай Блум Торстен Гуче                                | Болгарія (BUL) Андріан Душев Мілко Казанов                                  |
| Байдарки-четвірки, 1000 м | Німеччина (GER) Томас Райнек Олаф Вінтер Детлеф Гофман Марк Цабель | Угорщина (HUN) Андраш Райна Габор Хорват Ференц Чіпеш Аттіла Адровіц | Росія (RUS) Олег Горобій Сергій Верлін Георгій Цибульніков Анатолій Тищенко |

#### Жінки
| Дисципліна               | Золото                                                             | Срібло                                                                         | Бронза                                                                        |
| ------------------------ | ------------------------------------------------------------------ | ------------------------------------------------------------------------------ | ----------------------------------------------------------------------------- |
| Байдарки-одиночки, 500 м | Ріта Кебан (HUN)                                                   | Каролін Брюне (CAN)                                                            | Йозефа Ідем (ITA)                                                             |
| Байдарки-двійки, 500 м   | Швеція (SWE) Агнета Андерссон Сусанне Гуннарссон                   | Німеччина (GER) Бірґіт Фішер Рамона Портвіч                                    | Австралія (AUS) Анна Вуд Катрін Борхерт                                       |
| Байдарки-четвірки, 500 м | Німеччина (GER) Анетт Шук Бірґіт Фішер Мануела Муке Рамона Портвіч | Швейцарія (SUI) Ґабі Мюллер Інгрід Хараламов Сабіна Ейхенбергер Даніела Боймер | Швеція (SWE) Сусанне Росенквіст Анна Ульссон Інгела Ерікссон Агнета Андерссон |